# Mont-Aux-Sources
Mont-Aux-Sources, auf Sesotho Phofung, ist ein Berg in Afrika. Er ist Teil der Drakensberge und liegt an der Grenze zwischen Lesotho und Südafrika.
Mont-Aux-Sources (etwa: „Berg der Quellen“) wurde so durch den französischen Missionar Thomas Arbousset benannt, der die Region 1836 besuchte. Die Spitze des Berges ist flach und erreicht eine Höhe von 3282 m. Auf dem Berg befinden sich die Quellen des Tugela, des Vaal River und des Orange River. Der Orange River fließt in den Atlantischen Ozean an der Westküste von Südafrika, während der Tugela in den Indischen Ozean an der Ostküste Südafrikas mündet. 7 km von der Quelle fällt der Tuguela 947 m über eine Serie von einzelnen Wasserfällen in den Royal-Natal-Nationalpark. Dies ist der zweitlängste Wasserfall der Welt.
Die höchste Erhebung ist von Südafrika aus über den Sentinel Car Park nahe Witsieshoek über einen einfachen Wanderweg und über mehrere Kettenleitern erreichbar.